# Grof goudkorrelmos
Grof goudkorrelmos (Fossombronia foveolata, synoniemen: Fossombronia dumortieri, Fossombronia zeyheri ) is een levermos uit de familie Fossombroniaceae. Het komt voor op tijdelijk kaal gemaakte bodems of periodiek drooggevallen oevers. De wetenschappelijke naam van de soort werd in 1874 gepubliceerd door de Zweedse bryoloog Sextus Otto Lindberg. 

## Kenmerken
Grof goudkorrelmos vormt liggende vlezige stengels of lijkt op 'slakropjes' met gegolfde en kroezige bladeren. Afhankelijk van de ontwikkeling van de rest van de vegetatie kunnen dichte matjes ontstaan die het enkele jaren uithouden tot de vegetatie zich sluit. De rizoïden groeien over de hele lengte van de stengel en zijn intens paars. 
In de zomer vormen zich sporenkapsels. De sporen zijn bruin tot donkerbruin en geornamenteerd met gesloten veldjes. De sporenmaat is 38-54 µm. In Nederland komen in totaal vijf goudkorrelmossen voor en is een zekere determinatie alleen mogelijk na analyse van rijpe sporen.

## Ecologie
De groeiplaatsen kunnen zuur, vochtig mineraal zand of zandige leem betreffen, maar meestal is de bodem wat venig, zoals langs vennetjes of op plagplekken op vochtige hei en in venen. Ook groeit grof goudkorrelmos wel op droogvallend bladafval van poelen met venig water. De soort kan niet goed tegen beschaduwing en kwijnt dan weg. 

## Verspreiding
Het is inheems in Europa en Noord-Amerika. In Nederland komt het vrij zeldzaam voor. Het is niet bedreigd en staat niet op de Nederlandse Rode Lijst.

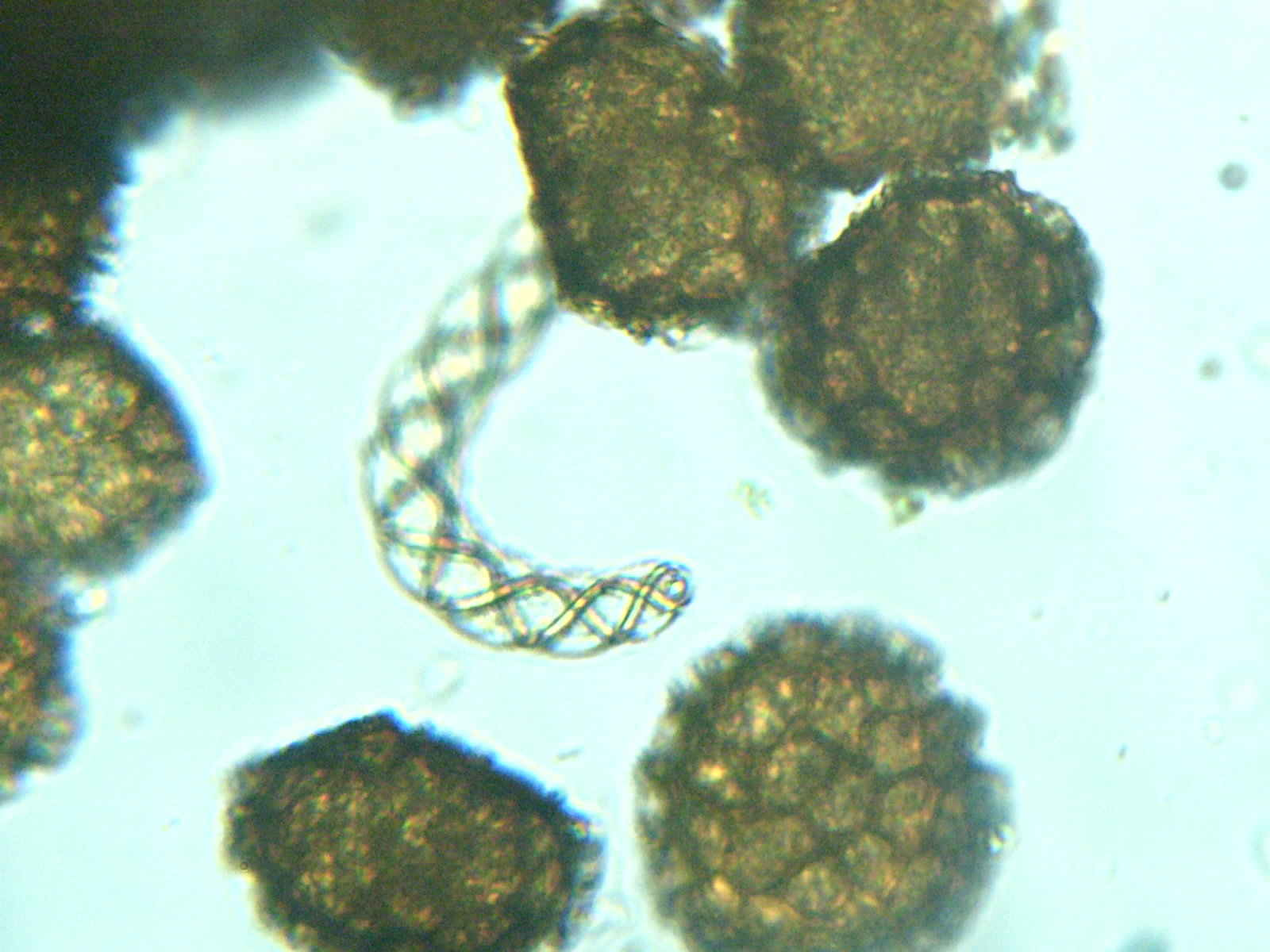
Sporen met elatere